# Montgomeryville
Montgomeryville is een plaats (census-designated place) in de Amerikaanse staat Pennsylvania, en valt bestuurlijk gezien onder Montgomery County.

## Demografie
Bij de volkstelling in 2000 werd het aantal inwoners vastgesteld op 12.031.

## Geografie
Volgens het United States Census Bureau beslaat de plaats een oppervlakte van
12,4 km², geheel bestaande uit land.

## Plaatsen in de nabije omgeving
De onderstaande figuur toont nabijgelegen plaatsen in een straal van 8 km rond Montgomeryville.

## Geboren
- Winfield S. Hancock (1824-1886), beroepsofficier en Noordelijke generaal tijdens de Amerikaanse Burgeroorlog